# Sandhed til gudfrygtighed
Sandhed til gudfrygtighed er en lærebog i kristendomskundskab skrevet af den danske teolog Erik Pontoppidan i 1737. Pontoppidan skrev denne bog på ordre af kong Christian VI som lærebog i kristendomskundskab i skolen. Alle, som skulle konfirmeres, måtte læse denne bog.
I Danmark var "Pontoppidan" pensum til 1794. I Norge var den i brug til ind i 1900-tallet og bruges fortsat i enkelte kirkesamfund.

## Opbygning
Bogens fulde titel var Sandhed til Gudfrygtighed, udi en eenfoldig og efter Muelighed kort dog tilstrekkelig Forklaring over Sal. Doct. Morten Luthers Liden Catechismo, Indeholdende alt det, som den, der vil blive salig, har behov, at vide og giøre. Paa Kongelig allernaadigst Befalning, til almindelig Brug. Titlen er hentet fra Paulus' brev til Titus kapitel 1 vers 1.
Bogen var formet som spørgsmål og svar om troen. Bogen er delt med en række nummererede spørgsmål efterfulgt af svar. Oprindelig var der 759 spørgsmål, i senere udgaver er der 750 spørgsmål, da nogle blev slået sammen. Bogen er bygget op som en aktualisering og uddybning af Luthers lille Katekismus og har disse kapitler:
- Om loven
- Om troen
- Om bønnen
- Om dåben
- Om nadveren

Indholdet er næsten en direkte tilpasning af pietismens fader Philipp Jacob Speners katekisme. Pontoppidan havde mere sympati for den såkaldte Halle-pietisme. Hvor Spener var mere interesseret i at beskrive livet efter konvertering, var Pontoppidan interesseret i processen frem til det. Dette blev afspejlet blandt andet ved, at man lagde vægt på nødvendigheden af omvendelse, anger, og advarsler mod syndens begær. Omvendelse må være en afslutning på en lang og smertefuld kamp.
De radikale tendenser af pietismen i retning af modstanden mod kirken blev afvejet med vægt på lydighed og forpligtelse mod alle øvrighedspersoner, specielt præsterne. Selv om præstedømmet er fremhævet, understregede han, at selv blandt præsterne er det onde lærere og falske profeter, især dem, som gør det alt for let at komme i himmelen.
Eftersom bogen var lovpligtig til brug i skole og kirke, lagde den grundlaget for vækkelser i 1800-tallet, fx "de stærke jyder". I Danmark-Norge var bogen obligatorisk indtil 1794, da den blev erstattet af biskop Balles Lærebog.

## Eksempel på spørgsmål og svar
Spørgsmål 12:
12. Hvordan kan vi vide at netop Bibelen er det sande Guds ord?
Af mange ting, som f.eks.:
– Jøderne, tyrkerne og andre gamle folkeslag har holdt den for at være Guds ord.
– Skrifterne i Bibelen stemmer over ens.
– Profetierne viser sig at blive opfyldte.
– Mange mirakler har stadfæstet, at Bibelen er Guds ord.
– Dette Ord har haft stor fremgang selv under de blodigste forfølgelser, da mange tusinde martyrer har ofret deres liv for denne sandhed.
Spørgsmål 750
750. Kan vi være sikre på at dø saligt, når vi tror på Kristus og lever i samfund med ham?
Ja, da er vi i sandhed Guds børn og arvinger til himmelen.